# Diocesi di Areopoli
La diocesi di Areopoli (in latino Dioecesis Areopolitana) è una sede soppressa del patriarcato di Gerusalemme e una sede titolare della Chiesa cattolica.

## Storia
Areopoli, identificata con Rabbat Moab nell'odierna Giordania, è un'antica sede vescovile della provincia romana della Palestina Terza nella diocesi civile d'Oriente. Faceva parte del patriarcato di Gerusalemme ed era suffraganea dell'arcidiocesi di Petra.
Le ricerche archeologiche hanno portato alla luce alcune iscrizioni con nomi di vescovi, che attestano la presenza di una gerarchia ecclesiastica ad Areopoli in epoca omayyade: un architrave riporta il nome del vescovo Giovanni, in sede nel 597/598; un'altra iscrizione, datata 687, menziona il vescovo Stefano, chiamato "il nostro santo metropolita".
Le fonti documentarie tramandano il nome di tre vescovi di questa antica diocesi. Anastasio prese parte al secondo concilio di Efeso del 449 e ne firmò gli atti. Policronio prese parte al concilio di Gerusalemme del 518 e sottoscrisse la lettera sinodale del patriarca Giovanni di Gerusalemme contro Severo di Antiochia. Elia nel 536 firmò gli atti del sinodo convocato dal patriarca Pietro contro Antimo di Costantinopoli e che vide riuniti assieme i vescovi delle Tre Palestine.
Dal XVIII secolo Areopoli è annoverata tra le sedi vescovili titolari della Chiesa cattolica; la sede è vacante dal 9 maggio 1965.
Tra i vescovi che portarono questo titolo è da ricordare Angelo Giuseppe Roncalli (il futuro papa Giovanni XXIII), il quale venne nominato a tale sede, elevata pro illa vice a titolo arcivescovile, il 3 marzo 1925 da papa Pio XI con l'incarico di visitatore apostolico (dal 1931 delegato) in Bulgaria.
Roncalli fu arcivescovo titolare di Areopoli fino al 30 novembre 1934 quando, nominato delegato apostolico in Turchia e in Grecia, ed amministratore apostolico del vicariato apostolico di Costantinopoli, con sede in Istanbul, fu trasferito alla sede titolare di Mesembria.

## Cronotassi

### Vescovi greci
- Anastasio † (menzionato nel 449)
- Policronio † (menzionato nel 518)
- Elia † (menzionato nel 536)
- Giovanni † (menzionato nel 597/598)
- Stefano † (menzionato nel 687)

### Vescovi titolari
- Episcopi Areopoliensis:
  - Pietro d'Alcántara della Santissima Trinità Gagna di Cherasco, O.C.D.[2] † (28 gennaio 1728 - 3 novembre 1744 deceduto)
  - Mikołaj (Florencjusz od Jezusa Nazareńskiego) Szostak, O.C.D. † (19 gennaio 1746 - 26 luglio 1773 deceduto)
- Episcopi Areopolitani:
  - João da Madre de Deus Seixas da Fonseca Borges, O.S.B. † (28 settembre 1733 - 5 marzo 1768 deceduto)
  - Tomasz Ignacy Zienkowicz † (21 luglio 1755 - 9 dicembre 1790 deceduto)
  - Bonaventura Stewart, O.F.M.Ref. † (23 aprile 1805 - ? dimesso) (vescovo eletto)
- William Wareing † (5 giugno 1840 - 29 settembre 1850 nominato vescovo di Northampton)
- Anton Frenzel † (27 settembre 1852 - 3 aprile 1873 deceduto)
- Beato Ciriaco María Sancha y Hervás † (28 gennaio 1876 - 27 marzo 1882 nominato vescovo di Avila)
- Francesco Giordani † (3 luglio 1882 - 25 novembre 1887 nominato vescovo di Alatri)
- Gábor Szele † (1º giugno 1888 - 9 gennaio 1908 deceduto)[3]
- Henry Moeller † (27 aprile 1903 - 31 ottobre 1904 succeduto arcivescovo di Cincinnati)
- Lazër Mjeda † (24 dicembre 1904 - 14 aprile 1909 nominato arcivescovo di Skopje)
- Paolo Emilio Bergamaschi † (26 luglio 1910 - 10 febbraio 1925 deceduto)
- Sant'Angelo Giuseppe Roncalli † (3 marzo 1925 - 30 novembre 1934 nominato arcivescovo titolare di Mesembria, poi eletto papa con il nome di Giovanni XXIII)
- Michael Joseph Keyes, S.M. † (23 settembre 1935 - 7 agosto 1959 deceduto)
- Leonardo Gregorio Gallardo Heredia † (13 febbraio 1960 - 23 maggio 1961 deceduto)
- René-Noël-Joseph Kérautret † (22 luglio 1961 - 9 maggio 1965 nominato vescovo di Angoulême)